# Palamedes (gramàtic)
Palamedes, en llatí Palamedes, en grec antic Παλαμήδης, fou un gramàtic grec contemporani d'Ateneu de Naucratis, que el presenta com un dels interlocutors a la seva obra El banquet dels savis.
Suides diu que va escriure un comentari sobre Píndar i una obra titulada Κωμικὴν καὶ τραγικὴν λέξιν, ὀνοματολόγον. Ateneu l'anomena ὀνοματολόγος (onomatòleg), que vol dir col·leccionista de paraules, segurament perquè als seus escrits donava explicació dels mots més complicats dels poetes tràgics i còmics.